# Leggenda del figlio del re morto
La Leggenda del figlio del re morto è un dipinto a olio su tavola (84,5x196 cm) di Bacchiacca, databile al 1523 circa e conservato nella Gemäldegalerie di Dresda. 

## Storia
L'opera era stata eseguita per l'anticamera nel palazzo di Giovan Maria Benitendi, destinata ad essere inserita in una boiserie assieme ad altri lavori di diversi artisti, secondo una moda che aveva l'esempio più alto e celebre nella camera nuziale Borgherini, eseguita pochi anni prima e a cui aveva partecipato lo stesso Bacchiacca. Le altre opere che ne facevano parte erano: Betsabea al bagno del Franciabigio (Dresda, Gemäldegalerie), il Battesimo di Cristo, dello stesso Bacchiacca (Berlino, Gemäldegalerie), l'Adorazione dei Magi di Pontormo (Firenze, Galleria Palatina), oltre al celebre San Giovanni Battista di Andrea del Sarto (pure nella Galleria Palatina), che coronava le altre tavole più piccole.
La Leggenda venne acquistata nel 1750 sul mercato antiquario fiorentino.

## Descrizione e stile
La storia del figlio del re morto si basava su un passo delle Gesta Romanorum (45), in cui si narra la leggenda secondo cui il legittimo erede del trono è colui che è capace di scagliare una freccia più vicina al cuore del re morto, derivata anche da un passo delle sentenze di Salomone (1 Re 3, 16-28). Il figlio vittorioso si trova inginocchiato al centro alle soglie dei gradini dell'edificio, davanti al giudice e al gonfaloniere, mentre altri contendenti sono ancora occupati nella gara. Ordinati gruppi di personaggi in primo piano fanno da semplici quinte composte da figure eleganti e insolite, secondo un gusto legato al capriccio dell'epoca manierista.
Bacchiacca nel realizzare la storia si ispirò al suo lavoro di qualche anno prima per la camera Borgherini, Giuseppe riceve i fratelli, in cui compare un simile edificio a pianta centrale nel mezzo del dipinto, anche se in questo caso amplificò lo spazio disponendo i personaggi su più livelli, fino a un lontano loggiato sullo sfondo, oltre il quale si intravede un paesaggio reso con colori freddi e diafani di gusto nordico.